# Исэ синто
Исэ синто (яп. 伊勢神道 Исэ синто:) или ватараи синто — учение, созданное во внешнем храме Исэ, на основе рёбу синто. 

## История
В период Камакура император Японии утратил свою власть. Вместе с этим прекратилось государственное финансирование храма Исэ. Служители были вынуждены искать частных спонсоров, которые предпочитали вкладываться в наиболее значимых персон. Если почитаемая во внутреннем храме Исэ Аматэрасу была главным божеством императорского рода, то почитаемая во внешнем храме Тоёукэ была лишь кухаркой при ней. Поэтому Ватараи, род священников внешнего святилища рисковал остаться ни с чем. Сначала Ватараи занялись переписыванием божественной истории, оставаясь в рамках каноничных Нихонги и Кодзики. Они выискивали намёки, включая находящиеся на уровне игры слов, которые позволили бы связать Тоёукэ с каким-либо персонажем священных текстов. Так, в прочтении Ватараи Тоёукэ успела побыть дочкой Аматэрасу, одним из сопровождающих основателя императорского рода Ниниги и божеством воды рождённым Идзанаги и Идзанами.
Ватараи синто было представлено внешнему миру в 1285 году, в атмосфере возрастающего интереса ко всему японскому. В составленных по требованию императорского двора «Тайных записях об именах богов двух императорских храмов» было сделано утверждение, что будда Дайнити и божества храма Исэ имеют один дух. В доказательство цитировались пять никому ранее неизвестных сочинений. Как утверждали Ватараи, эти «наиболее древние писания святилищ и высшие таинства императорского дома», якобы обнаруженные ещё в пятом веке, являются более древними трудами чем Нихонги и Кодзики. А следовательно они более истинны. Помимо претензий на единство духа двух святилищ, из этих пяти сочинений и «Тайных записей» также следовало что Тоёукэ является Амэ-но Минакануси, первым божеством, появившимся после разделения неба и земли. Таким образом она получалась главнее Аматэрасу. Более того, одно из пяти сочинений именовало Тоёукэ не только императорским божеством Кодайдзин, то и Сияющей с Небес — Аматэрасу. Таким образом, слово «Аматэрасу» из имени собственного превращалось в простой титул. Правомочность титула объяснялась тем что Тоёукэ — богиня Луны, Аматэрасу — богиня Солнца и они с равной яркостью светят в небесах. Наконец, в уста «настоящей» Аматэрасу были вложены слова о том, что прежде чем почитать её, следует почтить святилище Тоёукэ. Все вышеперечисленное повергло жрецов внутреннего святилища в шок, от которого они не могли оправиться почти десять лет. В 1296 году они подали формальный иск о пользовании слова «императорский» по отношению к внешнему храму и потребовали предъявить сами сочинения на которые ссылались Ватараи. Однако, те отказались предъявить непосвящённым «самые большие сокровищницы тайн».
Тем не менее, просто так объявить Тоёукэ богиней луны было невозможно. Кроме того, из Кодзики, Нихонги и других подобных текстов уже было выжато всё, что только было возможно. В этот момент на помощь Ватараи пришло рёбу синто. На его основе было создано множество якобы крайне древних текстов, в доказательство своей древности ссылающихся друг на друга. Авторство части этих секретных книг приписывалось таким авторитетам как Гёги и Кукай. Поэтому попытки поставить их под сомнение вызвали бы не только противодействие Ватараи, но и буддийских монахов. Первые серьёзные попытки разоблачения были сделаны лишь в XVII веке, когда влияние буддизма заметно ослабло. Однако, если ориентированное на буддизм рёбу синто могло защищать свои позиции ссылаясь на буддийские тексты, Ватараи такой возможности были лишены. Поэтому они изобрели гениальную методологию сослужившую добрую службу не только им, но и авторам других основанных на синто учений. По этой методологии буддийские идеи переводились на язык синто. Далее мифология синто переписывалась в соответствии с результатом. При этом ватараи синто полностью отказалось от формулы «хондзи суйдзяку», подразумевающей, что японские ками, являются проявлением будд. Вместо этого учение предполагало, что будды и ками неотличимы друг от друга.
XIV век прошёл под знаком влияния учений ватараи синто. Его идеи стали появляться в сочинениях Тэндай, Сингон и сюгэндо. К этому времени уже рёбу синто оказался под влиянием созданного на его основе ватараи синто и эти два учения стали практически неотличимы друг от друга. Влиянию учения способствовал факт поддержки со стороны императорского двора, который в ходе реставрации Кэмму частично вернул себе былую власть. Однако, эта власть была слаба и продержалась всего 60 лет. Кроме того, династия разделилась на южную и северную ветви. В это время ватараи синто получило поддержку со стороны южной ветви. Поддержка была связана не столько с притязаниями внешнего храма на равенство, а то и главенство над внутренним, сколько с цельностью учения. Тем не менее, принятие общих построений ватараи синто, сделало общепринятой и частную трактовку о равенстве храмовых комплексов Исэ. Более того, эти идеи попали в прикладные сочинения политического характера. Так, например, несомненны следы влияния ватараи синто в знаменитом труде «Записи о истинном престолонаследии божественных владык». Хотя там же видна и осторожность автора в изложении взаимоотношений храмов, выраженная в попытках избежать личного одобрения автором той или иной позиции.
XV век стал для учения катастрофой. Играя на расколе императорской власти, сёгуны клана Асикага вновь взяли верх и обрели контроль над страной. Вскоре клан Асикага утратил своё влияние и страна оказалась разделена между враждующими кланами. В условиях эпохи сражающихся княжеств ватараи синто осталось без поддержки и со стороны императора, и со стороны сёгуна и со стороны частных спонсоров. В итоге учение, как впрочем, и весь храмовый комплекс Исэ, пришли в упадок. Из-за нехватки финансирования строения стали разрушаться, а внешний храм в итоге сгорел. Наконец, верховенство храма Исэ было поставлено под сомнение новым учением называемым ёсида или юйицу синто.